# Cervecería Nacional Dominicana
La Cervecería Nacional Dominicana (CND) es la principal productora de cerveza de la República Dominicana propiedad de AmBev y el Grupo León Jimenes fundada en 1929 por el empresario estadounidense Charles H. Wanzer. Dio a conocer su principal marca Presidente en 1935, y desde entonces se ha expandido con otras marcas como son Bohemia Especial, The One, entre otras. Las dos primeras son las cervezas populares de distribución masiva, y la tercera de comercialización y distribución segmentada. CND también distribuye productos bajo alianzas con otras compañías internacionales como Barceló, Red Bull, PepsiCo, Löwenbräu, entre otras. Su complejo de fábrica actual fue inaugurado en 1951. Emplea a 2,500 personas y produce hasta 500 millones de litros de cerveza.

## Alianza con AmBev
Según un informe publicado por Wall Street Journal, la Cervecería Nacional Dominicana habría estado en venta por una suma de 3,500 millones de dólares siendo la compañía belgo-brasileña Anheuser-Busch InBev la posible compradora. El 16 de abril de 2012, el Grupo León Jimenes vendió el 51% de las acciones de la Cervecería Nacional Dominicana a la compañía brasileña AmBev por 1,237 millones de dólares.

## Productos

### Cervezas
- Presidente
- Bohemia
- The One
- Corona
- Budweiser
- Stella Artois
- Brahma Light
- Modelo
- Sofie
- Matilda
- Hoegaarden
- Goose Ipa

### Maltas
- Vita Malt Plus
- Malta Bohemia
- Malta Morena

### Ron
- Barceló

dicksom

### Refrescos
- Pepsi
- Red Rock
- Guaraná Antarctica
- Enriquillo
- 7up

### Energizantes
- 911
- Red Bull

## Premios y reconocimientos
- Superior Taste Award 2012, otorgado por el Instituto Internacional de Sabor y Calidad, de Bruselas.[6]